# Jeziček (ustno nebo)
Jeziček (latinsko uvula) je stožčast izrastek iz zadnjega roba sredine mehkega neba, sestavljena iz  tkiva, ki vsebuje številne mešičkaste žleze in nekaj mišičnih vlaken. Vsebuje tudi veliko seroznih žlez, ki proizvajajo redko slino. Najdemo ga le pri ljudeh.

## Zgradba

### Mišice
Mišični del jezička (latinsko musculus uvulae) skrajša in razširi jeziček. To spremeni konturo zadnjega dela mehkega neba. Ta sprememba obrisa omogoča mehkemu nebu, da se tesno prilagodi zadnji steni žrela in pomaga pri zapiranju žrela med požiranjem. 
Njegove mišice nadzira faringealna veja vagusnega živca.

## Naloga
Med požiranjem se mehko nebo in jeziček premikata skupaj, da zapreta žrelo in preprečita vstop hrane v nosno votlino.
Menijo tudi, da obilna količina redke sline, ki jo proizvaja jeziček, služi za mazanje grla.
Ima tudi vlogo v govoru. V mnogih jezikih je vrsta soglasnikov, znanih kot uvularni soglasniki, izgovorjena z zoženjem zračnega toka med jezičkom in zadnjim delom jezika. Tak primer je zveneči uvularni (jezičkov) vibrant, v mednarodni fonetični abecedi zapisan kot [ʀ]; med drugim se uporablja v francoščini, arabščini in hebrejščini. Zaradi velike količine sline, proizvedene iz žlez v jezičku, ki jih pri drugih sesalcih ni, se domneva, da je jeziček pomožni govorni organ.
Stimulacija jezička povzroči tudi sprožitev refleksa davljenja. To je pogosto težava za ljudi s piercingom uvule in običajna metoda za izzvanje bruhanja. 